# Dota Underlords
Dota Underlords — компьютерная игра, разработанная компанией Valve. Изначально выпуск игры состоялся в 2019 году в рамках программы раннего доступа. Полноценная версия вышла в 2020 году для платформ Windows, macOS, Linux, Android и iOS. Dota Underlords является самостоятельной версией модификации Dota Auto Chess для Dota 2, разработанной Drodo Studio.

## Игровой процесс
В одном матче одновременно принимают участие 8 пользователей. Каждый игрок должен выставлять на свою сторону шахматной доски различных героев вселенной Dota 2, каждый из которых обладает собственными характеристиками и способностями. Сражения в игре происходят в формате «1 на 1». После окончания сражения игроки получают золотые монеты, на которые можно купить новых героев, при этом проигравший игрок теряет очки здоровья. Потеряв все 100 очков, игрок выбывает из матча. Матч продолжается до тех пор, пока не останется только один игрок.

## Разработка
Dota Underlords разрабатывается корпорацией Valve для платформ Windows, macOS, Linux, Android и iOS. Игра основана на Dota Auto Chess, популярном игровом режиме, созданным сообществом Dota 2, ещё одной игры, которую они разработали и выпустили в январе 2019 года. Поскольку Dota Auto Chess быстро стала популярной, имея более 7 миллионов игроков к апрелю 2019 года, Valve встретились с разработчиками мода, китайской Drodo Studio, чтобы обсудить совместную работу над самостоятельной версией. Тем не менее, обе компании не смогли прийти к соглашению, и обе заявили, что в их интересах было разработать свои собственные отдельные игры. Игра была разработана с использованием внутреннего игрового движка Source 2. При этом Underlords стала первой игрой, базирующейся на данном движке, которая была выпущена на мобильных платформах.

## Выпуск
Valve анонсировала разработку собственной версии модификации Dota Auto Chess в мае 2019 года. Выход Dota Underlords состоялся в рамках программы раннего доступа. Владельцы Боевого пропуска Dota 2 2019 года получили доступ к закрытому бета-тесту 13 июня 2019 года. 17 июня 2019 года владельцам Боевого пропуска также стало доступно по 3 ключа для доступа к бета-версии, которые они могли раздать другим пользователям. 20 июня 2019 года стартовал открытый бета-тест на платформах Windows, macOS, Linux, iOS и Android.
Valve заявила, что планирует, что игра будет находиться в раннем доступе в течение нескольких месяцев и к релизной версии, выпуск которой запланирован позднее в 2019 году, в Underlords будут добавлены такие функции, как система повторов, ранговые матчи, ежедневные испытания и награды, а также боевой пропуск. Dota Underlords обеспечивает полную кроссплатформенную игру между пользователями ПК и мобильных устройств, благодаря чему игроки могут свободно начинать игру на одной платформе и завершать её на другой.
Версия 1.0 была выпущена 25 февраля 2020 года.

## Отзывы
Polygon назвал Underlords клоном Dota Auto Chess, заявив, что, хотя они думают, что данная игра более привлекательна для новых игроков, многие сходства с оригинальной модификацией могут помешать ветеранам этого жанра найти причину сыграть в Underlords, добавив, что игры должны быть более «уникальными, чтобы выжить» в нишевом жанре. Критики также сравнили его с Artifact, ещё одной разработанной Valve, спин-офф игрой Dota, которая была расценена как провал, а также с Teamfight Tactics, спин-офф игрой League of Legends, которая была выпущена примерно в то же время. IGN считает Underlords самой простой игрой жанра «авто-шахмат» для начинающих, отчасти благодаря своему пользовательскому интерфейсу.